# The Early Years
The Early Years är ett samlingsalbum av Dropkick Murphys, utgivet 1998 på Sidekicks Records.

## Låtlista
1. "John Law" (2:15) från Tattoos and Scally Caps[2]
2. "Regular Guy" (1:54) från Tattoos and Scally Caps[3]
3. "Career Opportunities (live June 29, 1996)" (1:54) från Tattoos and Scally Caps[4]
4. "Take It or Leave It" (2:02) från Fire and Brimstone[5]
5. "Boys on the Docks" (2:30) från Boys on the Docks[3]
6. "In the Streets of Boston" (1:15) från Boys on the Docks[6]
7. "Caps and Bottles" (2:40) från Boys on the Docks[3]
8. "Euro Trash" (1:36) från Boys on the Docks[2]
9. "Front Seat" (2:32) från Boys on the Docks[7]
10. "Denial" (2:24) från DKM/Bruisers Split 7 inch[2]
11. "Billy's Bones" (2:03) från the DKM/Bruisers Split 7 inch[8]
12. "Cadence to Arms (live 8 februari, 1998)" (2:27) tidigare outgiven[9]
13. "Do or Die (live 8 februari, 1998)" (1:48) tidigare outgiven[7]
14. "In the Streets of Boston (live 8 februari, 1998)" (1:16) tidigare outgiven[6]
15. "Caps and Bottles (live 8 februari, 1998)" (2:31) tidigare outgiven[3]
16. "Guns of Brixton (live 8 februari, 1998)" (2:34) tidigare outgiven[10]
17. "Boys on the Docks (live 8 februari, 1998)" (2:45) tidigare outgiven[3]
18. "Skinhead on the MBTA/T.N.T. (live 8 februari, 1998)" (4:53) tidigare outgiven[11]
19. "I've Had Enough (live 8 februari, 1998)" (1:41) tidigare outgiven[12]

### Fotnoter
1. ↑  ”The Early Years”. Discogs.com. http://www.discogs.com/Dropkick-Murphys-The-Early-Years-Underpaid-Out-Of-Tune/master/109633. Läst 2 maj 2012.
2. 1 2 3  Rick Barton/Ken Casey/Mike McColgan
3. 1 2 3 4 5  Rick Barton/Ken Casey
4. ↑  Joe Strummer/Mick Jones
5. ↑  Dropkick Murphys
6. 1 2  Mike McColgan/Ken Casey/Close
7. 1 2  Mike McColgan & Rick Barton
8. ↑  The Pogues
9. ↑  trad. arrangerad av Dropkick Murphys
10. ↑  Paul Simonon
11. ↑  J. Steiner/B. Hawes/Ken Casey/Rick Barton/Malcolm Young/Angus Young/Bon Scott
12. ↑  Slapshot